# Walter Carmona
Walter Carmona (São Paulo, 21 de junio de 1957) es un deportista brasileño que compitió en judo.
Participó en tres Juegos Olímpicos de Verano entre los años 1980 y 1988, obteniendo una medalla de bronce en la edición de Los Ángeles 1984 en la categoría de –86 kg. En los Juegos Panamericanos de 1983 consiguió una medalla de bronce.
Ganó una medalla de bronce en el Campeonato Mundial de Judo de 1979, y tres medallas de oro en el Campeonato Panamericano de Judo, en los años 1980 y 1984.

## Palmarés internacional
| Juegos Olímpicos        | Juegos Olímpicos              | Juegos Olímpicos  | Juegos Olímpicos |
| Año                     | Lugar                         | Medalla           | Categoría        |
| ----------------------- | ----------------------------- | ----------------- | ---------------- |
| 1984                    | Los Ángeles (Estados Unidos)  | Medalla de bronce | –86 kg           |
| Campeonato Mundial      |                               |                   |                  |
| Año                     | Lugar                         | Medalla           | Categoría        |
| 1979                    | París (Francia)               | Medalla de bronce | –86 kg           |
| Juegos Panamericanos    |                               |                   |                  |
| Año                     | Lugar                         | Medalla           | Categoría        |
| 1983                    | Caracas (Venezuela)           | Medalla de bronce | –86 kg           |
| Campeonato Panamericano |                               |                   |                  |
| Año                     | Lugar                         | Medalla           | Categoría        |
| 1980                    | Isla de Margarita (Venezuela) | Medalla de oro    | –86 kg           |
| 1980                    | Isla de Margarita (Venezuela) | Medalla de oro    | Abierta          |
| 1984                    | Ciudad de México (México)     | Medalla de oro    | –86 kg           |